# Obična dunjarica
Obična dunjarica (grusenica, petrovčica, obična mušmulica; lat. Cotoneaster integerrimus) vrsta je iz roda dunjarica ili mušmulica (Cotoneaster), porodice Rosaceae. Prirodni areal joj je Europa i jugozapadna Azija. Plodovi su jestivi. Koristi se u hortikulturi, kao i brojne druge vrste ovog roda.

## Opis
Listopadni grm visine do 2 metra. Listovi jajasti. Cvjetovi bijeli, s 5 latica. Plod crven, gloginjama sličan.

## Vanjske poveznice
- https://www.ag.ndsu.edu/trees/handbook/th-3-15.pdf